# 塔拉·林恩·威尔逊
塔拉·林恩·威尔逊（英語：Tara Lynn Wilson，1982年2月25日—）是一名加拿大女演员。

## 生平
威尔逊出演过和《法律与秩序：犯罪倾向》。与克里斯·諾斯在纽约的音乐厅见面后，这对夫妻从2004年开始交往。威尔逊与诺斯的儿子奥赖恩·克里斯托弗·诺斯（Orion Christopher Noth）出生于2008年1月18日。